# Pălămidă cu spate dungat
Pălămida sau pălămida cu spate dungat, lacherda  (Sarda sarda) este un pește răpitor marin de cârd, epipelagic, neritic și migrator, din familia scombride, răspândit în apele tropicale și temperate pe ambele coaste ale Oceanului Atlantic, Marea Mediterană, Marea Marmara, Marea Neagră și Marea Azov. Lungimea obișnuită 30–50 cm; maximală 91 cm. Greutatea obișnuită 2–3 kg; maximală 10–12 kg. Are corpul alungit fusiform, ușor comprimat lateral și acoperit cu solzi cicloizi mici. Solzii din spatele capului și regiunea pectorală formează un scut numit corselet. Capul mare este comprimat lateral și are botul alungit și ascuțit. Gura mare așezată oblic este prevăzută cu numeroși dinți puternici.  Au două înotătoare dorsale apropiate, dintre care prima este alungită. În urma celei de-a doua înotătoare dorsale se află 7-9 înotătoare mici, numite pinule. Înotătoarele ventrale și pectorală sunt scurte. Înotătoarele ventrale au o poziție pectorală. Înotătoarea caudală este bifurcată. În urma înotătoarei anale se află 6-8 pinule. Peduncul caudal este subțire, cu o carenă laterală bine dezvoltată situată între 2 carene mai mici pe fiecare parte. Coloritul corpului este albastru-închis pe spate, iar pe laturi și abdomen argintiu. Pe flancuri sunt 5-11 dungi întunecate, înguste, oblice, ce merg dinapoi și de sus înainte și în jos. Este un pește epipelagic migrator și trăiește în special în apele de lângă țărm, până la 200 m adâncime, formează adesea bancuri aproape de suprafață. Pălămida întreprinde migrații de hrănire și de reproducere primăvara din Marea Mediterană și Marea Marmara în Marea Neagră, iar de aici toamna se întoarce la locurile de plecare, unde se și reproduce. Depune icre pelagice. În Marea Mediterană, Marea Marmara și Marea Neagră depunerea icrelor are loc în mai-iulie. Este un răpitor lacom și nesățios și se hrănește în principal cu pești (sardeluțe, hamsii, scrumbii, șprot, stavrizi, puiet de chefal și puietul propriu), mai rar cu crevete și calmari. Are valoare economică mare și se pescuiește comercial și sportiv. Carnea este destul de bună și uneori (toamna, mai ales) destul de grasă. Se pretează la conservat atât afumat, cât și în ulei, dar mai ales sub formă sărată; sub această din urmă formă poartă numele de lacherdă. De-a lungul litoralului românesc al Mării Negre pescuitul este slab.